# Harriman Cup
Der Harriman Cup war ein alpines Skirennen in Sun Valley im US-Bundesstaat Idaho, das von 1937 bis 1965 ausgetragen wurde. Es zählte in dieser Zeit zu den bedeutendsten und anspruchsvollsten Skirennen in den Vereinigten Staaten und war neben den stärksten nordamerikanischen Skirennläufern auch regelmäßig mit den besten Athleten aus Europa besetzt.

## Geschichte
Im Dezember 1936 wurde das Skigebiet in Sun Valley von W. Averell Harriman eröffnet. Er beschloss, dort ein Skirennen nach dem Vorbild des in Europa ausgetragenen Arlberg-Kandahar-Rennens in Form einer Kombination aus Abfahrt und Slalom auszutragen. Das erste Rennen fand am 13. und 14. März 1937 unter dem Namen Sun Valley Open International Tournament am Boulder Mountain nördlich von Sun Valley statt. Von 44 Teilnehmern erreichten 39 das Ziel. Erster Sieger war der US-Amerikaner Dick Durrance. Das Rennen wurde später in Harriman Challenge Cup, verkürzt Harriman Cup umbenannt.
Ab 1938 gab es auch Damenrennen beim Harriman Cup, welche im Premierenjahr die US-Amerikanerin Grace Carter Lindley gewann. Bei den Herren waren mit dem Deutschen Ulrich Beutter in der Abfahrt und dem Schweizer Walter Prager im Slalom erstmals zwei Europäer erfolgreich, doch den eigentlichen Sieg im Harriman Cup, den Gewinn der Kombinationswertung, holte zum zweiten Mal Dick Durrance. Zwei Jahre später gelang es Durrance als erstem von insgesamt nur zwei Rennläufern, ein drittes Mal den Harriman Cup genannten Pokal für den Sieg in der Kombination zu gewinnen.
Ab 1939 wurden die Wettkämpfe nicht mehr am Boulder Mountain, sondern auf verschiedenen Pisten am Bald Mountain, dem zentralen Berg des Sun-Valley-Skigebietes, ausgetragen. Ab diesem Jahr reihten sich bei den Herren einige gebürtige Österreicher in die Siegerliste ein, die aufgrund der politischen Umstände in die USA ausgewandert und dort als Skilehrer tätig waren. Unter ihnen Friedl Pfeifer, der 1939 die Nachfolge Hans Hausers als Skischuldirektor in Sun Valley übernommen hatte. Die Damenrennen gewann 1939 die Schweizerin Erna Steuri, während 1940 die erst 15-jährige US-Amerikanerin Marilyn Shaw zur jüngsten Siegerin der Harriman-Kombination wurde. 1942 mussten die Damenrennen abgesagt werden.
Von 1943 bis 1946 konnte die Veranstaltung wegen des Zweiten Weltkrieges nicht ausgetragen werden. Die Wintersportanlagen waren geschlossen und in Sun Valley ein Krankenhaus der U.S. Navy untergebracht. Als im Dezember 1946 der Wintersportbetrieb wieder begann, wurde auch der Harriman Cup wieder veranstaltet. In den ersten Nachkriegsjahren konnten mehrere Franzosen das Rennen gewinnen: 1947 siegte Georgette Thiollière in allen drei Disziplinen, 1949 taten es ihr Henri Oreiller und Lucienne Schmith-Couttet gleich. Das Jahr 1950 sah einen Dreifachsieg der 18-jährigen US-Amerikanerin Andrea Mead. 1953 gewann sie ein zweites Mal die Abfahrt und die Kombination.
Nach einigen Siegen kanadischer Skiläufer (unter anderem gewann Ernie McCulloch die Kombinationen 1951 und 1952) gab es in den 1950er-Jahren eine Reihe österreichischer Siege im Harriman Cup, allen voran durch Christian Pravda. Er siegte 1953 in Abfahrt und Kombination und 1956 sowie 1959 in allen drei Disziplinen, womit er nach Dick Durrance der Zweite war, der den Harriman Pokal für den Kombinationssieg dreimal gewinnen konnte. Die Abfahrt des Jahres 1953 war durch besonders schlechtes Wetter geprägt. Starker Schneefall und große Neuschneemengen forderten viele Verletzte. Anderl Molterer (1955) und Toni Sailer (1957) sowie Putzi Frandl (1959) und Marianne Jahn (1960) gewannen jeweils einmal die Harriman-Kombination.
Zu Beginn der 1960er-Jahre war der Harriman Cup mit Kombinationssiegen von Jimmy Heuga und Barbara Ferries (1961) sowie Bud Werner und Jean Saubert (1963) wieder fest in US-amerikanischer Hand. Den letzten „klassischen“ Harriman Cup im Jahr 1965 gewannen der Österreicher Karl Schranz und die Französin Marielle Goitschel. In den Jahren 1975 und 1977 wurde nochmals ein Kombinationswettkampf unter dem Namen Harriman Cup am Bald Mountain veranstaltet, welcher diesmal allerdings aus einem Riesenslalom und einem Slalom bestand. Die Sieger waren Ingemar Stenmark (1975 und 1977) sowie Hanni Wenzel (1975) und Lise-Marie Morerod (1977). Die einzelnen Rennen, nicht aber die Kombinationswertung, zählten in beiden Jahren zum 1967 eingeführten Weltcup.

## Siegerliste
| Jahr | Disziplin   | Herren                      | Damen                    |
| ---- | ----------- | --------------------------- | ------------------------ |
| 1937 | Abfahrt     | Dick Durrance               |                          |
| 1937 | Slalom      | Dick Durrance               |                          |
| 1937 | Kombination | Dick Durrance               |                          |
| 1938 | Abfahrt     | Ulrich Beutter              | Grace Carter Lindley     |
| 1938 | Slalom      | Walter Prager               | Grace Carter Lindley     |
| 1938 | Kombination | Dick Durrance               | Grace Carter Lindley     |
| 1939 | Abfahrt     | Toni Matt                   | Erna Steuri              |
| 1939 | Slalom      | Friedl Pfeifer              | Erna Steuri              |
| 1939 | Kombination | Peter Radacher              | Erna Steuri              |
| 1940 | Abfahrt     | Dick Durrance               | Grace Carter Lindley     |
| 1940 | Slalom      | Friedl Pfeifer              | Nancy Reynolds           |
| 1940 | Kombination | Dick Durrance               | Marilyn Shaw             |
| 1941 | Abfahrt     | Siegfried Engl              | Gretchen Fraser          |
| 1941 | Slalom      | Friedl Pfeifer              | Nancy Reynolds           |
| 1941 | Kombination | Friedl Pfeifer              | Gretchen Fraser          |
| 1942 | Abfahrt     | Barney McLean               |                          |
| 1942 | Slalom      | Gordon Wren                 |                          |
| 1942 | Kombination | Barney McLean               |                          |
| 1947 | Abfahrt     | Edy Rominger                | Georgette Thiollière     |
| 1947 | Slalom      | Barney McLean               | Georgette Thiollière     |
| 1947 | Kombination | Edy Rominger                | Georgette Thiollière     |
| 1948 | Abfahrt     | Jack Reddish                | Jannette Burr            |
| 1948 | Slalom      | Jack Reddish                | Anne Winn                |
| 1948 | Kombination | Jack Reddish                | Suzanne Harris           |
| 1949 | Abfahrt     | Henri Oreiller              | Lucienne Schmith-Couttet |
| 1949 | Slalom      | Henri Oreiller              | Lucienne Schmith-Couttet |
| 1949 | Kombination | Henri Oreiller              | Lucienne Schmith-Couttet |
| 1950 | Abfahrt     | Hans Nogler                 | Andrea Mead              |
| 1950 | Slalom      | François Baud               | Andrea Mead              |
| 1950 | Kombination | Hans Nogler                 | Andrea Mead              |
| 1951 | Abfahrt     | Verne Goodwin               | Rhona Wurtele            |
| 1951 | Slalom      | Jack Reddish                | Sandra Tomlinson         |
| 1951 | Kombination | Ernie McCulloch             | Rhona Wurtele            |
| 1952 | Abfahrt     | Ernie McCulloch             | Rhona Wurtele-Gillis     |
| 1952 | Slalom      | Hans Nogler Otto von Allmen | Mary Jane Marin          |
| 1952 | Kombination | Ernie McCulloch             | Lois Woodworth           |
| 1953 | Abfahrt     | Christian Pravda            | Andrea Mead-Lawrence     |
| 1953 | Slalom      | Stein Eriksen               | Sally Neidlinger         |
| 1953 | Kombination | Christian Pravda            | Andrea Mead-Lawrence     |
| 1954 | Abfahrt     | Jack Reddish                | Jannette Burr            |
| 1954 | Slalom      | Tom Corcoran                | Jannette Burr            |
| 1954 | Kombination | Tom Corcoran                | Jannette Burr            |
| 1955 | Abfahrt     | Martin Strolz               | Madeleine Berthod        |
| 1955 | Slalom      | Martin Julen                | Thea Hochleitner         |
| 1955 | Kombination | Anderl Molterer             | Madeleine Berthod        |
| 1956 | Abfahrt     | Christian Pravda            | Sally Deaver             |
| 1956 | Slalom      | Christian Pravda            | Sally Deaver             |
| 1956 | Kombination | Christian Pravda            | Sally Deaver             |
| 1957 | Abfahrt     | Toni Sailer                 | Frieda Dänzer            |
| 1957 | Slalom      | Toni Sailer                 | Inger Bjørnbakken        |
| 1957 | Kombination | Toni Sailer                 | Thérèse Leduc            |
| 1959 | Abfahrt     | Christian Pravda            | Putzi Frandl             |
| 1959 | Slalom      | Christian Pravda            | Linda Meyers             |
| 1959 | Kombination | Christian Pravda            | Putzi Frandl             |
| 1960 | Abfahrt     | Willi Forrer                | Putzi Frandl             |
| 1960 | Slalom      | Mathias Leitner             | Traudl Hecher            |
| 1960 | Kombination | Adrien Duvillard            | Marianne Jahn            |
| 1961 | Abfahrt     | Bud Werner                  | Barbara Ferries          |
| 1961 | Slalom      | Billy Kidd                  | Barbara Ferries          |
| 1961 | Kombination | Jimmy Heuga                 | Barbara Ferries          |
| 1963 | Abfahrt     | Bud Werner                  | Jean Saubert             |
| 1963 | Slalom      | Bud Werner                  | Jean Saubert             |
| 1963 | Kombination | Bud Werner                  | Jean Saubert             |
| 1965 | Abfahrt     | Karl Schranz                | Marielle Goitschel       |
| 1965 | Slalom      | Karl Schranz                | Marielle Goitschel       |
| 1965 | Kombination | Karl Schranz                | Marielle Goitschel       |

In den 1970er-Jahren gab es erneut Rennen in Sun Valley unter dem Namen Harriman Cup, die diesmal aus Riesenslalom und Slalom bestanden:
| Jahr | Disziplin    | Herren           | Damen              |
| ---- | ------------ | ---------------- | ------------------ |
| 1975 | Riesenslalom | Ingemar Stenmark | Lise-Marie Morerod |
| 1975 | Slalom       | Gustav Thöni     | Hanni Wenzel       |
| 1975 | Kombination  | Ingemar Stenmark | Hanni Wenzel       |
| 1977 | Riesenslalom | Ingemar Stenmark | Lise-Marie Morerod |
| 1977 | Slalom       | Phil Mahre       | Perrine Pelen      |
| 1977 | Kombination  | Ingemar Stenmark | Lise-Marie Morerod |